# Osobennosti natsionalnoj politiki
Osobennosti natsionalnoj politiki (russisk: Особенности национальной политики, da.: Ejendommeligheder i national politik) er en russisk spillefilm fra 2003 instrueret af Dmitrij Meskhijev og Jurij Konopkin.

## Medvirkende
- Aleksej Buldakov - Ivolgin
- Viktor Bytjkov - Kuzmitj
- Sergej Gusinskij - Semyonov
- Semjon Strugatjov - Ljova Solovejtjik
- Aleksandr Tjutrumov - Kisljuk
- Konstantin Khabenskij - Gosja